# Manuel Longares
Manuel Longares és un escriptor espanyol nascut a Madrid, a l'agost de 1943.

## Biografia
El madrileny Manuel Longares es va educar al Col·legi del Pilar de Castelló, i va estudiar Dret a la Universitat Complutense de Madrid; es va titular en Periodisme per l'Escola Oficial i va cursar estudis de Filologia Hispànica.
Com a periodista va treballar en diverses publicacions, com El Europeo, Nuevo Diario, Diario 16 o Cambio 16. Va ser redactor en cap dels suplements literaris d'El Mundo i d'El Sol. Durant més de dos anys (2001-2003) va col·laborar setmanalment com a articulista a la secció de «Madrid» del diari El País. L'any 2004 va rebre el Premi de Periodisme Mesonero Romanos per les seves col·laboracions a El País, i l'any 2008 va rebre el Premi de Narrativa Ramón Gómez de la Serna per Nuestra Epopeya.
Ha publicat les novel·les La novela del corsé (1979), Soldaditos de Pavía (1984) i Operación Primavera (1992) –que constitueixen el cicle titulat «La vida de la lletra»—, No puedo vivir sin ti (1995), Romanticismo (2001), que va ser Premi Nacional de la Crítica i finalista del Premi Nacional de Narrativa, Nuestra Epopeya (2006) i Los ingenuos (2013). També ha publicat diversos llibres de relats, Extravíos (1999), La ciudad sentida (2007) i Las cuatro esquinas (2011). Amb aquest últim ha obtingut el Premi Llibre de l'Any atorgat pel Gremi de Llibreters de Madrid i el I Premi Francisco Umbral, premi que pretén convertir-se en un equivalent al que representa el Premi Goncourt en les lletres franceses: la referència que assenyala la millor obra de narrativa publicada durant l'últim any en espanyol.
Ha traduït el llibre de sonets de J. V. Foix, Sol, i de dol (Solo y dolido, 1993).
És un dels escriptors més rellevants de la literatura espanyola recent. La seva novel·la Romanticismo, ampli fresc sobre la burgesia madrilenya del barri de Salamanca durant la transició espanyola, l'entronca, per la seva manera de concebre la novel·la, amb Cervantes, Galdós, Dickens o Dostoievski.

## Obres

### Novel·les
- La novela del corsé (1979)
- Soldaditos de Pavía (1984)
- Operación Primavera (1992)
- No puedo vivir sin ti (1995)
- Romanticismo (2001), Premi Nacional de la Crítica
- Nuestra epopeya (2006)
- Los ingenuos (2013)
- El oído absoluto (2016)

### Relats
- Extravíos (1999)
- Ciudad sentida (2007)
- Las cuatro esquinas (2011)

### Assajos
- Pío Baroja: escritos de Juventud (1972)
- Azorín, el sacrificio de José Martínez (1973)
- La literatura del silencio (2002)

## Traduccions
- Solo y dolido, de J. V. Foix; traducció del català, 1993.